# Alexander Giraldo
Alexander Giraldo (* 26. März 1977) ist ein ehemaliger kolumbianischer Straßenradrennfahrer.
Alexander Giraldo begann seine Karriere 2006 bei dem kolumbianisch-italienischen Professional Continental Team Selle Italia-Serramenti Diquigiovanni. In seinem ersten Jahr dort wurde er jeweils Etappenzweiter bei der Vuelta al Cauca und bei der Vuelta a Antioquia. Im nächsten Jahr fuhr er für die Mannschaft Coordinadora EMP Energia de Boya und gewann die neunte Etappe der Vuelta a Colombia nach Pereira. Außerdem wurde er wieder Etappenzweiter bei der Vuelta a Antioquia.

## Erfolge
2007
- eine Etappe Vuelta a Colombia

## Teams
- 2006 Selle Italia-Serramenti Diquigiovanni